# Hünenberg
Hünenberg é uma comuna da Suíça, no Cantão Zug, com cerca de 8.087 habitantes. Estende-se por uma área de 18,54 km², de densidade populacional de 436 hab/km². Confina com as seguintes comunas: Cham, Dietwil (AG), Maschwanden (ZH), Merenschwand (AG), Mühlau (AG), Oberrüti (AG), Obfelden (ZH), Risch, Sins (AG), Zugo (Zug).
A língua oficial nesta comuna é o Alemão.